# Teliu
Teliu là một xã thuộc hạt Brașov, România. Dân số thời điểm năm 2002 là 3707 người.